# Miguel Sánchez-Migallón
Miguel Sánchez-Migallón (Ciudad Real, 8 de fevereiro de 1995) é um handebolista profissional espanhol, medalhista olímpico.

## Carreira
Sánchez-Migallón conquistou a medalha de bronze com a Seleção Espanhola de Handebol Masculino nos Jogos Olímpicos de Verão de 2020 em Tóquio, após derrotar a equipe egípcia por 33–31 na disputa pelo pódio. Nos Jogos Olímpicos de Verão de 2024, em Paris, conquistou a medalha de bronze no torneio masculino do handebol, após vencer confronto contra a equipe eslovena por 23–22 na disputa pelo terceiro lugar.